# 赫尔穆特·海因霍尔德
赫尔穆特·海因霍尔德（德語：Helmut Heinhold，1927年7月1日—2008年11月7日），德国男子赛艇运动员。他曾代表德国参加1952年夏季奥林匹克运动会赛艇比赛，获得男子双人单桨有舵手银牌。